# Cyphorhinus phaeocephalus
Cyphorhinus phaeocephalus е вид птица от семейство Troglodytidae.

## Разпространение
Видът е разпространен в Колумбия, Коста Рика, Еквадор, Хондурас, Никарагуа и Панама.